# جام ملت‌های آسیا ۲۰۱۵
جام ملت‌های آسیا ۲۰۱۵ شانزدهمین دوره جام ملت‌های آسیا بود که در استرالیا از تاریخ ۱۹ دی تا ۱۱ بهمن ماه (مصادف با تابستان نیمکرهٔ جنوبی) سال ۱۳۹۳ برگزار شد.
قهرمان این مسابقات حق شرکت در بازی‌های جام کنفدراسیون‌ها را دارد که در سال ۲۰۱۷ به میزبانی روسیه برگزار خواهد شد. استرالیا برای نخستین بار این مسابقات را میزبانی می‌کند و همچنین برای اولین بار است که این مسابقات خارج از قارهٔ آسیا برگزار می‌شود. بازی‌ها در پنج شهر سیدنی، ملبورن، کانبرا، بریزبن و نیوکاسل برگزار شدند. برای میزبانی این رقابت‌ها هیچ کشوری به جز استرالیا نامزد نشده بود. کشور استرالیا به دلیل میزبانی و بر طبق رویه، بدون شرکت در رقابت‌های مرحلهٔ مقدماتی به مرحله پایانی این مسابقات راه یافت و تیم‌های ژاپن و کره جنوبی به ترتیب و به علت کسب مقام‌های اول و سوم در جام ملتهای آسیا ۲۰۱۱ به‌طور خودکار به مرحله پایانی صعود کردند. بقیه ۱۳ تیم طی رقابت‌های مرحلهٔ مقدماتی که با شرکت ۴۴ تیم از بهمن ماه ۱۳۹۱ تا اسفندماه ۱۳۹۲ برگزار شده بود، به مرحله پایانی راه یافتند. در این دوره از مسابقات، تیم ملی فوتبال استرالیا برای اولین بار توانست قهرمان بشود، و تیم‌های کره جنوبی و امارات متحده عربی به ترتیب دوم و سوم شدند.

#### انتخاب میزبان مسابقات
در سال ۲۰۱۰ استرالیا برای اولین بار پیشنهاد خود جهت میزبانی مسابقات جام ملت‌های آسیا ۲۰۱۵ را مطرح کرد و به عنوان تنها پیشنهاد دهنده در تاریخ ‎۱۵ دی ۱۳۸۹به عنوان میزبان رسمی مسابقات معرفی شد.
با توجه به تلاش‌های فدراسیون فوتبال استرالیا که در حال توسعه بازی در خاک خود می‌باشد و همچنین با توجه به تمام دستاوردهای که در راستای توسعه فوتبال در استرالیا انجام شده‌است و برای تشویق استرالیا به گامهایی در جهت توسعه بازی‌ها، من خوشحالم و به آن افتخار می‌کنم که اعلام کنم کمیته اجرایی کنفدراسیون فوتبال آسیا کشور استرالیا به عنوان کشور میزبان برای جام ملت‌های آسیا ۲۰۱۵ را تأیید کرده‌است.
محمد بن همام - رئیس کنفدراسیون آسیا

## مرحله مقدماتی

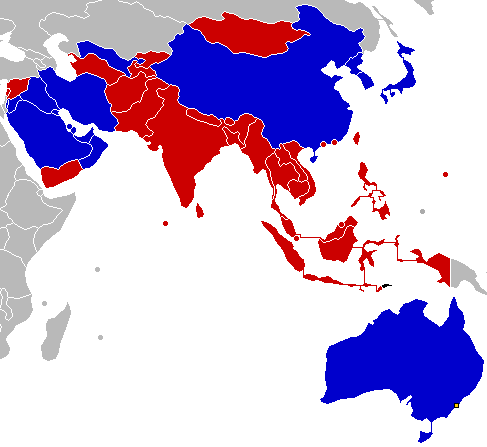
کشورهای حاضر در مسابقات
کشورهای غایب در مسابقات

تعداد تیم‌های شرکت‌کننده برای مرحله پایانی مسابقات ۱۶ تیم می‌باشد که با توجه با تصمیمات کنفدراسیون فوتبال آسیا تیم‌های اول تا سوم جام ملتهای قبلی (جام ملت‌های آسیا ۲۰۱۱) به‌طور مستقیم انتخاب می‌شوند و با توجه به قهرمانی تیم ژاپن و مقام دومی تیم استرالیا و همچنین میزبانی مسابقات و مقام سومی توسط کره جنوبی در جام ملت‌های آسیا ۲۰۱۱، این سه تیم به صورت مستقیم و بدون شرکت در مسابقات مرحله مقدماتی به مرحله پایانی راه یافتند. تیم‌های کره شمالی و فلسطین نیز به دلیل قهرمانی در بازی‌های جام مبارزان آسیا سال‌های ۲۰۱۲ و ۲۰۱۴ به صورت مستقیم به مرحله پایانی راه یافتند و ۱۱ سهمیه باقی‌مانده از بین ۲۰ تیم که در قالب ۵ گروه ۴ تیمی مسابقات انتخابی رفت و برگشت برگزار کرده و تیم‌های اول و دوم هر گروه به‌طور مستقیم به مرحله پایانی این مسابقات صعود کردند؛ و یکی از تیم‌های سوم این گروه‌ها پس از انجام مسابقات انتخابی، به عنوان تیم شانزده ام سهمیه حضور در مرحله پایانی مسابقات را به‌دست آوردند.

### تیم‌های راه یافته
| کشور              | دلیل صعود                     | تاریخ صعود    | حضور در مسابقات گذشته۱                                                           |
| ----------------- | ----------------------------- | ------------- | -------------------------------------------------------------------------------- |
| استرالیا          | میزبان                        | ۱۵ دی ۱۳۸۹    | ۲ دوره (۲۰۰۷، ۲۰۱۱)                                                              |
| ژاپن              | قهرمان جام ملت‌های آسیا ۲۰۱۱   | ۵ بهمن ۱۳۸۹   | ۷ دوره (۱۹۸۸، ۱۹۹۲، ۱۹۹۶، ۲۰۰۰، ۲۰۰۴، ۲۰۰۷، ۲۰۱۱)                                |
| کرهٔ جنوبی         | مقام سوم جام ملت‌های آسیا ۲۰۱۱ | ۸ بهمن ۱۳۸۹   | ۱۲ دوره (۱۹۵۶، ۱۹۶۰، ۱۹۶۴، ۱۹۷۲، ۱۹۸۰، ۱۹۸۴، ۱۹۸۸، ۱۹۹۶، ۲۰۰۰، ۲۰۰۴، ۲۰۰۷، ۲۰۱۱) |
| کرهٔ شمالی         | قهرمان چلنج کاپ آسیا ۲۰۱۲     | ۲۹ اسفند ۱۳۹۰ | ۳ دوره (۱۹۸۰، ۱۹۹۲، ۲۰۱۱)                                                        |
| بحرین             | تیم اول گروه D                | ۲۴ آبان ۱۳۹۲  | ۴ دوره (۱۹۸۸، ۲۰۰۴، ۲۰۰۷، ۲۰۱۱)                                                  |
| امارات متحدهٔ عربی | تیم اول گروه E                | ۲۴ آبان ۱۳۹۲  | ۸ دوره (۱۹۸۰، ۱۹۸۴، ۱۹۸۸، ۱۹۹۲، ۱۹۹۶، ۲۰۰۴، ۲۰۰۷، ۲۰۱۱)                          |
| عربستان سعودی     | تیم اول گروه C                | ۲۴ آبان ۱۳۹۲  | ۸ دوره (۱۹۸۴، ۱۹۸۸، ۱۹۹۲، ۱۹۹۶، ۲۰۰۰، ۲۰۰۴، ۲۰۰۷، ۲۰۱۱)                          |
| عمان              | تیم اول گروه A                | ۲۸ آبان ۱۳۹۲  | ۲ دوره (۲۰۰۴، ۲۰۰۷)                                                              |
| ازبکستان          | تیم دوم گروه E                | ۲۸ آبان ۱۳۹۲  | ۵ دوره (۱۹۹۶، ۲۰۰۰، ۲۰۰۴، ۲۰۰۷، ۲۰۱۱)                                            |
| قطر               | تیم دوم گروه D                | ۲۸ آبان ۱۳۹۲  | ۸ دوره (۱۹۸۰، ۱۹۸۴، ۱۹۸۸، ۱۹۹۲، ۲۰۰۰، ۲۰۰۴، ۲۰۰۷، ۲۰۱۱)                          |
| ایران             | تیم اول گروه B                | ۲۸ آبان ۱۳۹۲  | ۱۲ دوره (۱۹۶۸، ۱۹۷۲، ۱۹۷۶، ۱۹۸۰، ۱۹۸۴، ۱۹۸۸، ۱۹۹۲، ۱۹۹۶، ۲۰۰۰، ۲۰۰۴، ۲۰۰۷، ۲۰۱۱) |
| کویت              | تیم دوم گروه B                | ۲۸ آبان ۱۳۹۲  | ۹ دوره (۱۹۷۲، ۱۹۷۶، ۱۹۸۰، ۱۹۸۴، ۱۹۸۸، ۱۹۹۶، ۲۰۰۰، ۲۰۰۴، ۲۰۱۱)                    |
| اردن              | تیم دوم گروه A                | ۵ بهمن ۱۳۹۲   | ۲ دوره (۲۰۰۴، ۲۰۱۱)                                                              |
| عراق              | تیم دوم گروه C                | ۱۴ اسفند ۱۳۹۲ | ۷ دوره (۱۹۷۲، ۱۹۷۶، ۱۹۹۶، ۲۰۰۰، ۲۰۰۴، ۲۰۰۷، ۲۰۱۱)                                |
| چین               | بهترین تیم سوم در مقدماتی     | ۱۴ اسفند ۱۳۹۲ | ۱۰ دوره (۱۹۷۶، ۱۹۸۰، ۱۹۸۴، ۱۹۸۸، ۱۹۹۲، ۱۹۹۶، ۲۰۰۰، ۲۰۰۴، ۲۰۰۷، ۲۰۱۱)             |
| فلسطین            | قهرمان چلنج کاپ آسیا ۲۰۱۴     | ۹ خرداد ۱۳۹۳  | ۰ دوره                                                                           |

۱ سال‌های قهرمانی به صورت پررنگ آمده‌است.

### قرعه کشی مرحله پایانی

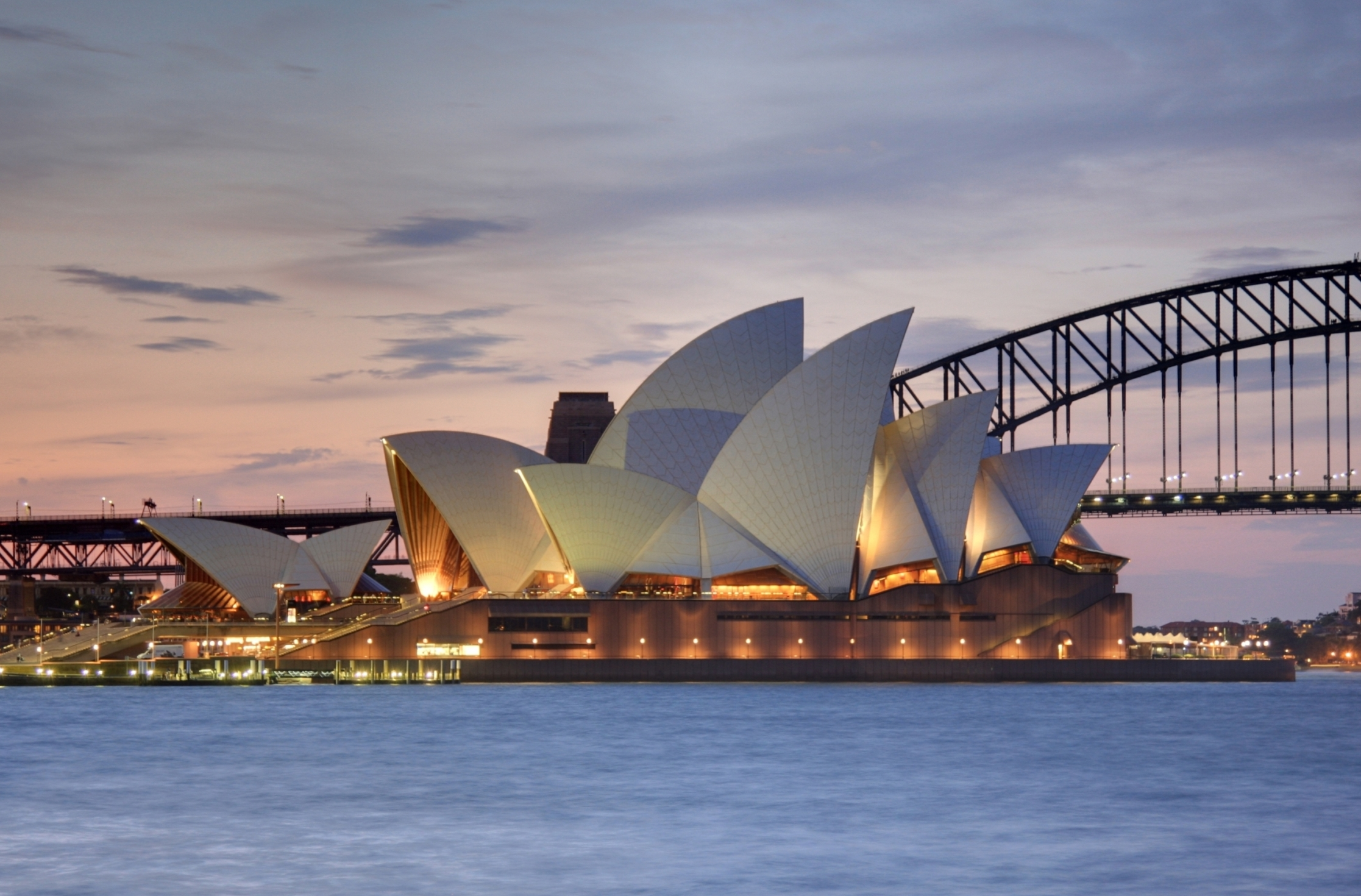
خانه اپرای سیدنی، محل برگزاری مراسم قرعه کشی مرحله پایانی

مراسم قرعه کشی برای مشخص شدن تیم‌های حاضر در چهار گروه مرحله پایانی مسابقات در ‎۶ فروردین ۱۳۹۳ در خانه اپرای سیدنی برگزار شد.

### سیدبندی
| گلدان ۱                                                         | گلدان ۲                                                                  | گلدان ۳                                       | گلدان ۴                                                  |
| --------------------------------------------------------------- | ------------------------------------------------------------------------ | --------------------------------------------- | -------------------------------------------------------- |
| استرالیا (۶۳) (میزبان) · ایران (۴۲) · ژاپن (۴۸) · ازبکستان (۵۵) | کرهٔ جنوبی (۶۰) · امارات متحدهٔ عربی (۶۱) · اردن (۶۶) · عربستان سعودی (۷۵) | عمان (۸۱) · چین (۹۸) · قطر (۱۰۱) · عراق (۱۰۳) | بحرین (۱۰۶) · کویت (۱۱۰) · کرهٔ شمالی (۱۳۳) · فلسطین (۹۴) |

## ورزشگاه‌ها
پنج شهر سیدنی، ملبورن، بریزبن، کانبرا و نیوکاسل میزبان جام ملت‌های آسیا ۲۰۱۵ بوده‌اند.
| سیدنی                  | نیوکاسل                          | بریزبن                           |
| ---------------------- | -------------------------------- | -------------------------------- |
| ورزشگاه استرالیا       | ورزشگاه نیوکاسل                  | ورزشگاه سانکورپ                  |
| ظرفیت: ۸۴٬۰۰۰          | ظرفیت: ۳۳٬۰۰۰                    | ظرفیت: ۵۲٬۵۰۰                    |
|                        |                                  |                                  |
| کانبرا                 | بریزبننیوکاسلسیدنیکانبراملبورن · | بریزبننیوکاسلسیدنیکانبراملبورن · |
| ورزشگاه کانبرا         | بریزبننیوکاسلسیدنیکانبراملبورن · | بریزبننیوکاسلسیدنیکانبراملبورن · |
| ظرفیت: ۲۵٬۰۱۱          | بریزبننیوکاسلسیدنیکانبراملبورن · | بریزبننیوکاسلسیدنیکانبراملبورن · |
|                        | بریزبننیوکاسلسیدنیکانبراملبورن · | بریزبننیوکاسلسیدنیکانبراملبورن · |
| ملبورن                 | بریزبننیوکاسلسیدنیکانبراملبورن · | بریزبننیوکاسلسیدنیکانبراملبورن · |
| ورزشگاه مستطیلی ملبورن | بریزبننیوکاسلسیدنیکانبراملبورن · | بریزبننیوکاسلسیدنیکانبراملبورن · |
| ظرفیت: ۳۰٬۰۵۰          | بریزبننیوکاسلسیدنیکانبراملبورن · | بریزبننیوکاسلسیدنیکانبراملبورن · |
|                        | بریزبننیوکاسلسیدنیکانبراملبورن · | بریزبننیوکاسلسیدنیکانبراملبورن · |

### فروش بلیت
کلیه بلیت‌ها به‌طور مستقیم توسط کنفدراسیون فوتبال آسیا و از طریق وب سایت کنفدراسیون فروخته خواهد شد، یا از طریق فدراسیون‌های فوتبال کشورهای راه یافته به جام ملتهای آسیا توزیع می‌شود. برای ۳۱ مسابقه این جام ۵۰۰٬۰۰۰ بلیت در دسترس است. بیش از ۴۵٬۰۰ بازدید کنندگان بین‌المللی برای بازدید از استرالیا در طول مسابقه ات پیش‌بینی شد است. قیمت بلیت مسابقات از ۱۵ دلار تا ۱۵۰ دلار می‌باشد. علاوه بر بلیت فردی مسابقه، طرفداران تیم‌ها می‌تواند بسته‌هایی را به صورت بازی‌های خاص در محلهای خاص خریداری نمایند.

### محل استقرار تیم‌ها
از بین ۲۷ مکان پیشنهاد شده توسط کمیته برگزاری مسابقات هر تیم یکی از مکانهای را به عنوان کمپ اصلی خود انتخاب کردند و جهت استقرار در آن مستقر شده‌اند.
| تیم               | تاریخ ورود  | آخرین بازی   | کمپ اصلی  | ورزشگاه‌های گروهی         | ورزشگاه یک چهارم | ورزشگاه نیمه نهایی | ورزشگاه نهایی |
| ----------------- | ----------- | ------------ | --------- | ------------------------ | ---------------- | ------------------ | ------------- |
| استرالیا          | ۸ دی ۱۳۹۳   | ۱۱ بهمن ۱۳۹۳ | ملبورن    | ملبورن، سیدنی و بریزین   | بریزین           | نیوکاسل            | سیدنی         |
| بحرین             | ۱ دی ۱۳۹۳   | ۲۹ دی ۱۳۹۳   | بلرات     | ملبورن، کانبرا و سیدنی   | —                | —                  | —             |
| چین               | ۸ دی ۱۳۹۳   | ۲ بهمن ۱۳۹۳  | سیدنی     | بریزین و کانبرا          | بریزین           | —                  | —             |
| ایران             | ۹ دی ۱۳۹۳   | ۳ بهمن ۱۳۹۳  | سیدنی     | ملبورن، سیدنی و بریزین   | کانبرا           | —                  | —             |
| عراق              | ۱۱ دی ۱۳۹۳  | ۱۰ بهمن ۱۳۹۳ | کانبرا    | بریزین و کانبرا          | کانبرا           | سیدنی              | نیوکاسل       |
| ژاپن              | ۱۳ دی ۱۳۹۳  | ۳ بهمن ۱۳۹۳  | سسنوک     | نیوکاسل، بریزین و ملبورن | سیدنی            | —                  | —             |
| اردن              | ۲ دی ۱۳۹۳   | ۳۰ دی ۱۳۹۳   | ملبورن    | بریزین و ملبورن          | —                | —                  | —             |
| کویت              | ۲۷ آذر ۱۳۹۳ | ۲۷ دی ۱۳۹۳   | کوئینبیان | ملبورن، کانبرا و نیوکاسل | —                | —                  | —             |
| کرهٔ شمالی         | ۲۴ آذر ۱۳۹۳ | ۲۸ دی ۱۳۹۳   | کانبرا    | سیدنی، ملبورن و کانبرا   | —                | —                  | —             |
| عمان              | ۷ دی ۱۳۹۳   | ۲۷ دی ۱۳۹۳   | سیدنی     | کانبرا، سیدنی و ملبورن   | —                | —                  | —             |
| فلسطین            | ۱۲ دی ۱۳۹۳  | ۳۰ دی ۱۳۹۳   | بریزبن    | نیوکاسل، ملبورن و کانبرا | —                | —                  | —             |
| قطر               | ۷ دی ۱۳۹۳   | ۲۹ دی ۱۳۹۳   | کانبرا    | کانبرا و سیدنی           | —                | —                  | —             |
| عربستان سعودی     | ۵ دی ۱۳۹۳   | ۲۸ دی ۱۳۹۳   | بریزبن    | بریزین و ملبورن          | —                | —                  | —             |
| کرهٔ جنوبی         | ۶ دی ۱۳۹۳   | ۱۱ بهمن ۱۳۹۳ | بریزبن    | کانبرا و بریزین          | ملبورن           | سیدنی              | سیدنی         |
| امارات متحدهٔ عربی | ۵ دی ۱۳۹۳   | ۱۰ بهمن ۱۳۹۳ | گلد کوست  | کانبرا و بریزین          | سیدنی            | نیوکاسل            | نیوکاسل       |
| ازبکستان          | ۱۳ دی ۱۳۹۳  | ۲ بهمن ۱۳۹۳  | ملبورن    | سیدنی، بریزین و ملبورن   | ملبورن           | —                  | —             |

## پخش تلویزیونی
مسابقات از طریق ۸۰ کانال تلویزیونی به صورت زنده کل دنیا را پوشش خواهند داد. پیش‌بینی می‌شود حدود۸۰۰ میلیون نفر این مسابقات را تماشا نمایند. در زیر لیست کانال‌های دارای حق پخش رسمی این مسابقات آمده‌است:
| منطقه          | کانال                                           |
| -------------- | ----------------------------------------------- |
| اتحادیه عرب    | beIN Sports                                     |
| آسیا-اقیانوسیه | Fox International Channels                      |
| استرالیا       | Fox Sports, Australian Broadcasting Corporation |
| برزیل          | SporTV                                          |
| چین            | سی‌سی‌تی‌وی                                        |
| اروپا          | یورو اسپرت                                      |
| هنگ کنگ        | Now TV                                          |
| اندونزی        | RCTI and SINDOtv                                |
| ایران          | IRIB                                            |
| ژاپن           | TV Asahi, NHK BS1                               |
| مالزی          | TV3 and TV9                                     |
| نیوزیلند       | Sky Sport                                       |
| آمریکای شمالی  | ONE World Sports                                |
| آفریقای جنوبی  | SABC                                            |
| کره جنوبی      | KBS و SBS و MBC                                 |
| تایلند         | Channel 7                                       |
| فیلیپین        | ABS-CBN Sports+Action                           |
| ازبکستان       | SPORT-UZ                                        |

## توپ رسمی بازی‌ها
توپ رسمی بازی‌های جام ملت‌های آسیا ۲۰۱۵ با عنوان Nike Ordem 2 در تاریخ ‎۹ مهر ۱۳۹۳ معرفی شد.
رنگ توپ از رنگ رسمی لوگوی بازی‌ها تشکیل شده‌است. بیشترین قسمت توپ به رنگ سفید می‌باشد و دارای طراحی از لوگوی بازی‌ها که به رنگ قرمز و همراه با جزئیاتی زرد رنگ مشخص شده‌است.

## داورهای مسابقات
| کشور              | داور             | کمک داورها                                     | داور مسابقه |
| ----------------- | ---------------- | ---------------------------------------------- | --- |
| استرالیا          | بن ویلیامز       | متیو کریم پل سترانگولو                         | ایران - بحرین (گروه C) ازبکستان - عربستان (گروه B) ایران - عراق (یک چهارم نهایی)                                                 |
| استرالیا          | کریس بیس         | جهانگیز سعیدوف (ازبکستان) چو چون کیت (هنگ کنگ) | بحرین - امارات متحره عربی (گروهC)                                                                                                |
| ایران             | علیرضا فغانی     | رضا سخندان محمدرضا ابوالفضلی                   | عربستان - چین (گروه B) کویت - کره جنوبی (گروهA) عراق - ژاپن (گروه D) ژاپن - امارات (یک چهارم نهایی) کره جنوبی - استرالیا (نهایی) |
| بحرین             | نواف شکرالله     | یاسر تولفات ابراهیم صالح                       | ازبکستان - کره شمالی (گروه B) استرالیا - کره جنوبی (گروه A) عراق - امارات متحده عربی (رده‌بندی)                                   |
| ژاپن              | ریوجی ساتو       | تورو ساگارا توشیوکی ناگی                       | عمان - استرالیا (گروه A) ایران - امارات متحده عربی (گروه C) کره جنوبی - عراق (نیمه نهایی)                                        |
| نیوزیلند          | پیتر اولری       | جان هندریک هینتز مارک رول                      | کره جنوبی - عمان (گروه A) |
| عمان              | عبدالله الهلالی  | حمد المیاهی ابوبکر الامری                      | کره شمالی - عربستان (گروه B) قطر - بحرین (گروه C)                                                                                |
| قطر               | عبدالرحمن عبدو   | طالب المری رمضان النائمی                       | ژاپن - فلسطین (گروه D) چین - کره شمالی (گروه B)                                                                                  |
| عربستان سعودی     | فهد مرداسی       | بدر الشمرانی عبدالله الشلوای                   | اردن - عراق (گروه D) عمان - کویت (گروه A) کره جنوبی - ازبکستان (یک چهارم نهایی)                                                  |
| کره جنوبی         | کیم جونگ-هیئوک   | جئونگ هائه-سانگ یون کووانگ-یئول                | امارات متحده عربی - قطر (گروه C) فلسطین - اردن (گروه D) چین - استرالیا (یک چهارم نهایی)                                          |
| امارات متحده عربی | عبدالله حسن محمد | محمد الحمدی حسن المهری                         | چین - ازبکستان (گروه B) عراق - فلسطین (گروه D)                                                                                   |
| ازبکستان          | روشن ایرماتوف    | عبدوخمیدولو رسولف بهادیر کوچاروف               | استرالیا - کویت (گروه A) قطر - ایران (گروه C) ژاپن - اردن (گروه D) استرالیا - امارات متحده عربی (نیمه نهایی)                     |

   داور دیدار پایانی

### داورهای ذخیره
| کشور              | داور پنجم                |
| ----------------- | ------------------------ |
| استرالیا          | کریس بیس                 |
| ژاپن              | یودای یاماموتو           |
| مالزی             | محمد امیرول ایزوان یعقوب |
| سنگاپور           | محمد تقی الجعفری         |
| سری‌لانکا          | هتیکمکانامگه پریرا       |
| امارات متحده عربی | عمار الجنیبی             |

| کشور     | کمک داور ذخیره  |
| -------- | --------------- |
| هنگ کنگ  | چو چون کیت      |
| عراق     | نجاه رحام رشید  |
| ژاپن     | آکانه یاگی      |
| مالزی    | مهد یسری محمد   |
| مالزی    | عظمان اسماعیل   |
| سنگاپور  | جفری گوه        |
| سری‌لانکا | پالیتا هماتونگا |
| ازبکستان | جهانگیر سعیدوف  |

## ترکیب تیم‌های
همانند جام ملت‌های آسیا ۲۰۱۱ هر تیم مجاز به استفاده از ۲۳ بازیکن در طول مسابقات می‌باشد (سه بازیکن به عنوان دروازه‌بان). اسامی بازیکنان تا ۱۰ روز مانده به آغاز رقابت‌ها باید معرفی شوند. در صورتی که بازیکنی به علت مصدومیت شدید نتواند بعد از اعلام اسامی تیم‌ها در مسابقات شرکت نماید، تیم‌ها می‌توانند تا ۶ ساعت قبل از اولین مسابقه، نفر جایگزین را معرفی نمایند.

## مرحله گروهی
در این مرحله هر تیم در هر گروه سه بازی انجام خواهد داد و تیم‌های اول و دوم هر گروه به مرحله حذفی صعود خواهند نمود.
| معیارهای و ضوابط مربوط به زمانی که دو تیم در مرحله گروهی امتیاز مساوی کسب کرده باشند |
| --- |
| در صورتی که براساس امتیازهای کسب شده در هر بازی (برد ۳ امتیاز، تساوی ۱ امتیاز و باخت ۰ امتیاز) دو تیم در یک گروه امتیاز مساوی داشته باشند به ترتیب ضوابط زیر تصمیم‌گیری خواهند شد: 1. امتیازات به‌دست آمده در بازی‌های دوجانبه تیم ها؛ 2. تفاضل گل در مسابقات دوجانبه؛ 3. تعداد گل زده در مسابقات دوجانبه؛ 4. تفاضل گل در همه مسابقات گروهی؛ 5. تعداد گل‌های زده در همه مسابقات گروهی؛ 6. تعداد خطا؛ 7. تعداد کارت‌های زرد و قرمز کمتر در مسابقات گروهی؛ 8. قرعه کشی توسط کمیته برگزاری مسابقات؛ |

### گروه A
| تیم       | بازی | برد | مساوی | باخت | گل‌زده | گل‌خورده | تفاضل‌گل | امتیاز |
| --------- | ---- | --- | ----- | ---- | ----- | ------- | ------- | ------ |
| کرهٔ جنوبی | ۳    | ۳   | ۰     | ۰    | ۳     | ۰       | ۳       | ۹      |
| استرالیا  | ۳    | ۲   | ۰     | ۱    | ۸     | ۲       | ۶       | ۶      |
| عمان      | ۳    | ۱   | ۰     | ۲    | ۱     | ۵       | ۴–      | ۳      |
| کویت      | ۳    | ۰   | ۰     | ۳    | ۱     | ۵       | ۴–      | ۰      |

| استرالیا                                                                         | ۴–۱ | کویت    |
| -------------------------------------------------------------------------------- | --- | ------- |
| تیم کیهیل ۳۳' · ماسیمو لوانگو ۴۵' · میله یدیناک ۶۲' (پنالتی) · جیمز ترویسی ۲+۹۰' |     | فاضل ۸' |

| کرهٔ جنوبی          | ۱–۰ | عمان |
| ------------------ | --- | ---- |
| چو یونگ چئول ۱+۴۵' |     |      |

| کویت | ۰–۱ | کرهٔ جنوبی       |
| ---- | --- | --------------- |
|      |     | نام تائه-هی ۳۶' |

| عمان | ۰–۴ | استرالیا                                                 |
| ---- | --- | -------------------------------------------------------- |
|      |     | مک‌کی ۲۷' · کروز ۳۰' · میلیگان ۲+۴۵' (پنالتی) · جوریچ ۷۰' |

| استرالیا | ۰–۱ | کرهٔ جنوبی        |
| -------- | --- | ---------------- |
|          |     | لی جونگ هیوپ ۳۲' |

| عمان                   | ۱–۰ | کویت |
| ---------------------- | --- | ---- |
| عبدالعزیز المقبالی ۶۹' |     |      |

### گروه B
| تیم           | بازی | برد | مساوی | باخت | گل‌زده | گل‌خورده | تفاضل‌گل | امتیاز |
| ------------- | ---- | --- | ----- | ---- | ----- | ------- | ------- | ------ |
| چین           | ۳    | ۳   | ۰     | ۰    | ۵     | ۲       | ۳       | ۹      |
| ازبکستان      | ۳    | ۲   | ۰     | ۱    | ۵     | ۶       | ۲       | ۴      |
| عربستان سعودی | ۳    | ۱   | ۰     | ۲    | ۵     | ۵       | ۰       | ۳      |
| کرهٔ شمالی     | ۳    | ۰   | ۰     | ۳    | ۲     | ۷       | ۵–      | ۰      |

| ازبکستان   | ۱–۰ | کرهٔ شمالی |
| ---------- | --- | --------- |
| سرگئیف ۶۲' |     |           |

| عربستان سعودی | ۰–۱ | چین       |
| ------------- | --- | --------- |
|               |     | یوهای ۸۰' |

| کرهٔ شمالی   | ۱–۴ | عربستان سعودی                            |
| ----------- | --- | ---------------------------------------- |
| یونگ-گی ۱۱' |     | هزازی ۳۷' · السهلاوی ۵۲'، ۵۴' · عابد ۷۶' |

| چین                    | ۲–۱ | ازبکستان   |
| ---------------------- | --- | ---------- |
| وو شی ۵۴' · سان کی ۶۸' |     | احمدوف ۲۳' |

| ازبکستان                             | ۳–۱ | عربستان سعودی              |
| ------------------------------------ | --- | -------------------------- |
| سردار رشیدوف ۲'، ۷۹' · وحید شدیف ۷۱' |     | محمد السهلاوی ۶۱' (پنالتی) |

| چین            | ۲–۱ | کرهٔ شمالی        |
| -------------- | --- | ---------------- |
| سان کی ۱'، ۴۲' |     | چا جونگ هیوک ۵۷' |

### گروه C

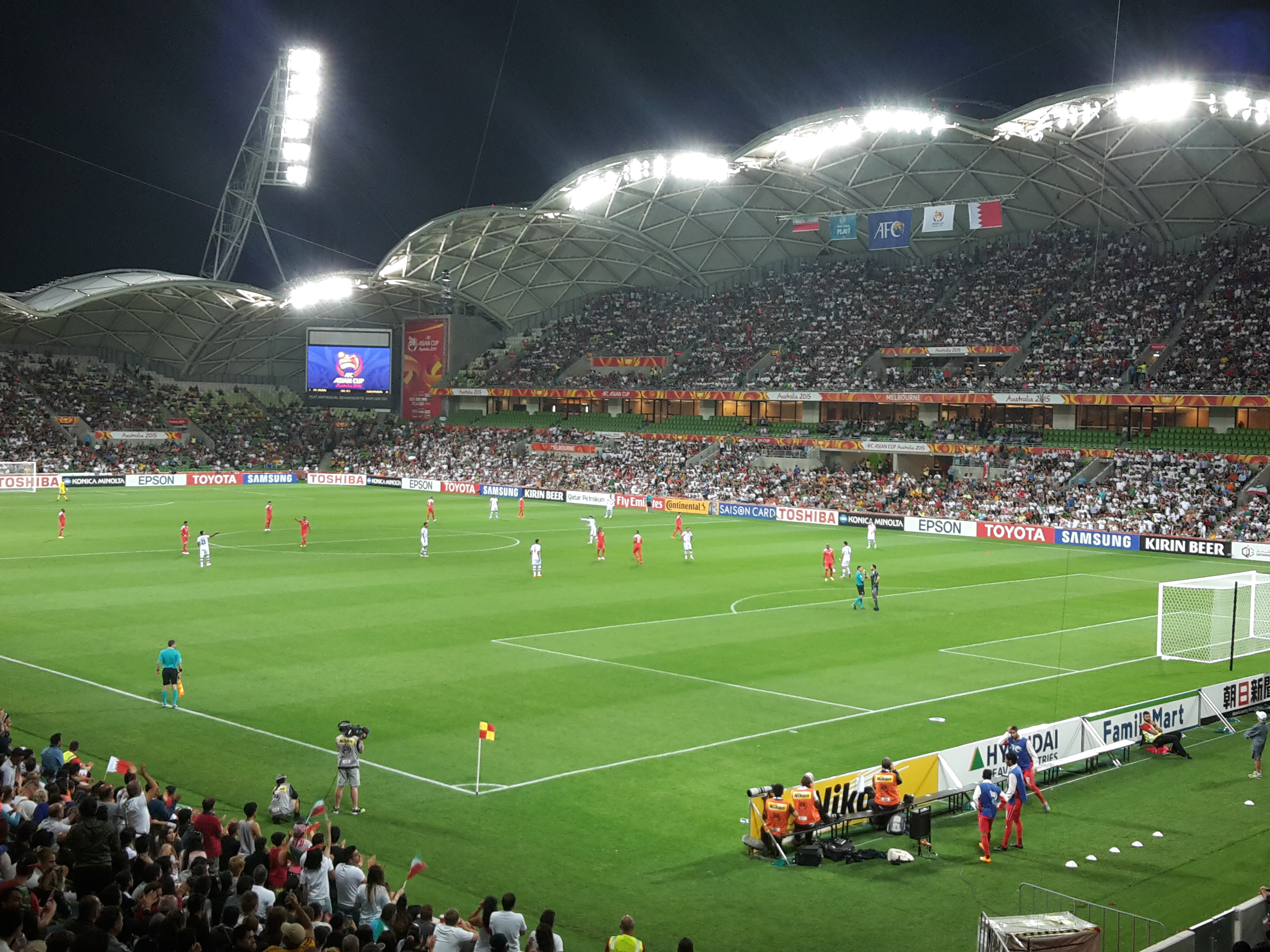
بازی تیم ملی فوتبال ایران در مقابل تیم بحرین در ورزشگاه مستطیلی ملبورن

| تیم               | بازی | برد | مساوی | باخت | گل‌زده | گل‌خورده | تفاضل‌گل | امتیاز |
| ----------------- | ---- | --- | ----- | ---- | ----- | ------- | ------- | ------ |
| ایران             | ۳    | ۳   | ۰     | ۰    | ۴     | ۰       | ۴       | ۹      |
| امارات متحدهٔ عربی | ۳    | ۲   | ۰     | ۱    | ۶     | ۳       | ۳       | ۶      |
| بحرین             | ۳    | ۱   | ۰     | ۲    | ۳     | ۵       | ۲–      | ۳      |
| قطر               | ۳    | ۰   | ۰     | ۳    | ۲     | ۷       | ۵–      | ۰      |

| امارات متحدهٔ عربی              | ۴–۱ | قطر         |
| ------------------------------ | --- | ----------- |
| خلیل ۳۷'، ۵۲' · مبخوت ۵۶'، ۸۹' |     | ابراهیم ۲۳' |

| ایران                  | ۲–۰ | بحرین |
| ---------------------- | --- | ----- |
| حاج‌صفی ۴۵' · شجاعی ۷۲' |     |       |

| بحرین         | ۱–۲ | امارات متحدهٔ عربی                |
| ------------- | --- | -------------------------------- |
| اوکوونوان ۲۶' |     | مبخوت ۱' · حسین ۷۴' (گل به خودی) |

| قطر | ۰–۱ | ایران     |
| --- | --- | --------- |
|     |     | آزمون ۵۳' |

| ایران          | ۱–۰ | امارات متحدهٔ عربی |
| -------------- | --- | ----------------- |
| قوچان نژاد ۹۰' |     |                   |

| قطر       | ۱–۲ | بحرین                            |
| --------- | --- | -------------------------------- |
| هیدوس ۶۸' |     | سید سعید ۳۵' · سید جعفر احمد ۸۲' |

### گروه D
| تیم    | بازی | برد | مساوی | باخت | گل‌زده | گل‌خورده | تفاضل‌گل | امتیاز |
| ------ | ---- | --- | ----- | ---- | ----- | ------- | ------- | ------ |
| ژاپن   | ۳    | ۳   | ۰     | ۰    | ۷     | ۰       | ۷       | ۹      |
| عراق   | ۳    | ۲   | ۰     | ۱    | ۳     | ۱       | ۲       | ۶      |
| اردن   | ۳    | ۱   | ۰     | ۲    | ۵     | ۴       | ۱       | ۳      |
| فلسطین | ۳    | ۰   | ۰     | ۳    | ۱     | ۱۱      | ۱۰–     | ۰      |

| ژاپن                                                                         | ۴–۰ | فلسطین |
| ---------------------------------------------------------------------------- | --- | ------ |
| یاسوهیتو اندو ۸' · شینجی اوکازاکی ۲۵' · هوندا ۴۴' (پنالتی) · مایا یوشیدا ۴۹' |     |        |

| اردن | ۰–۱ | عراق     |
| ---- | --- | -------- |
|      |     | قاسم ۷۷' |

| فلسطین         | ۱–۵ | اردن                                        |
| -------------- | --- | ------------------------------------------- |
| جاکا حبیشی ۸۴' |     | الرواشده ۳۲' · الدردور ۳۴'، ۲+۴۵'، ۷۵'، ۷۹' |

| عراق | ۰–۱ | ژاپن               |
| ---- | --- | ------------------ |
|      |     | هوندا ۲۱' (پنالتی) |

| ژاپن                         | ۲–۰ | اردن |
| ---------------------------- | --- | ---- |
| هوندا ۲۴' · شینجی کاگاوا ۸۳' |     |      |

| عراق                                | ۲–۰ | فلسطین |
| ----------------------------------- | --- | ------ |
| یونس محمود ۴۸' · احمد یاسین غنی ۸۸' |     |        |

در هر بازی از مرحله حذفی در پایان ۹۰ دقیقه وقت رسمی بازی‌ها باید یک تیم به عنوان برنده مشخص شود در صورتی که در پایان ۹۰ دقیقه بازی، نتیجه تساوی برای هر دو تیم رقم بخورد، بازی در دو وقت اضافه ۱۵ دقیقه‌ای ادامه خواهد یافت و برنده مسابقه مشخص خواهد شد؛ در صورتی که در پایان دو وقت اضافه ۱۵ دقیقه‌ای (جمعاً ۱۲۰ دقیقه) نتیجه بازی به تساوی کشیده شود ضربات پنالتی نتیجه مسابقه و تیم برنده را مشخص خواهد نمود.
|  | یک‌چهارم نهایی     | یک‌چهارم نهایی     |           |                   | نیمه‌نهایی‌ | نیمه‌نهایی‌ |  |  | نهایی | نهایی |
|  |                   |                   |           |                   |           |           |  |  |       |       |
|  |                   |                   |           |                   |           |           |  |  |       |       |
|  |                   |                   |           |                   |           |           |  |  |       |       |
|  | کرهٔ جنوبی         | ۲                 |           |                   |           |           |  |  |       |       |
|  | کرهٔ جنوبی         | ۲                 |           |                   |           |           |  |  |       |       |
|  | ازبکستان          | ۰                 |           |                   |           |           |  |  |       |       |
|  | ازبکستان          | ۰                 | کرهٔ جنوبی | ۲                 |           |           |  |  |       |       |
|  |                   |                   | کرهٔ جنوبی | ۲                 |           |           |  |  |       |       |
|  |                   | عراق              | ۰         |                   |           |           |  |  |       |       |
|  | ایران             | عراق              | ۰         | ۳(۶)              |           |           |  |  |       |       |
|  | ایران             |                   |           | ۳(۶)              |           |           |  |  |       |       |
|  | عراق              | ۳(۷)              |           |                   |           |           |  |  |       |       |
|  | عراق              | ۳(۷)              | کرهٔ جنوبی | ۱                 |           |           |  |  |       |       |
|  |                   |                   | کرهٔ جنوبی | ۱                 |           |           |  |  |       |       |
|  |                   | استرالیا          | ۲         |                   |           |           |  |  |       |       |
|  | چین               | استرالیا          | ۲         | ۰                 |           |           |  |  |       |       |
|  | چین               |                   |           | ۰                 |           |           |  |  |       |       |
|  | استرالیا          | ۲                 |           |                   |           |           |  |  |       |       |
|  | استرالیا          | ۲                 | استرالیا  | ۲                 | مکان سوم  | مکان سوم  |  |  |       |       |
|  |                   |                   | استرالیا  | ۲                 | مکان سوم  | مکان سوم  |  |  |       |       |
|  |                   | امارات متحدهٔ عربی | ۰         |                   |           |           |  |  |       |       |
|  | ژاپن              | امارات متحدهٔ عربی | ۰         | ۱(۴)              | عراق      | ۲         |  |  |       |       |
|  | ژاپن              |                   |           | ۱(۴)              | عراق      | ۲         |  |  |       |       |
|  | امارات متحدهٔ عربی | ۱(۵)              |           | امارات متحدهٔ عربی | ۳         |           |  |  |       |       |
|  | امارات متحدهٔ عربی | ۱(۵)              |           |                   | ۳         |           |  |  |       |       |
|  |                   |                   |           |                   |           |           |  |  |       |       |
|  |                   |                   |           |                   |           |           |  |  |       |       |

### یک چهارم پایانی
| کرهٔ جنوبی                | ۲–۰ (و.ا.) | ازبکستان |
| ------------------------ | ---------- | -------- |
| سون هئونگ-مین ۱۰۳'، ۱۰۹' | گزارش      |          |

| چین | ۰–۲   | استرالیا           |
| --- | ----- | ------------------ |
|     | گزارش | تیم کیهیل ۴۹'، ۶۵' |

| ایران | ۳–۳ (و.ا.) | عراق |
| --- | ---------- | --- |
| آزمون ۲۴' · پورعلی گنجی ۱۰۳' · قوچان نژاد ۱۱۹'                                                                                  | گزارش      | احمد یاسین غنی ۵۶' · یونس محمود ۹۳' · ضرغام اسماعیل ۱۱۶' (پنالتی)                                                   |
| ضربات پنالتی |            | |
| احسان حاج صفی · مرتضی پورعلی گنجی · جواد نکونام · سید جلال حسینی · وریا غفوری · علیرضا جهانبخش · آندرانیک تیموریان · وحید امیری | ۶–۷        | سعد عبدالامیر · ولید سالم اللامی · ضرغام اسماعیل · علی عدنان کاظم · یونس محمود · یاسر قاسم · مروان حسین · سلام شاکر |

| ژاپن                                                                                       | ۱–۱ (و.ا.) | امارات متحدهٔ عربی                                                                            |
| ------------------------------------------------------------------------------------------ | ---------- | -------------------------------------------------------------------------------------------- |
| گاکو شیباساکی ۸۱'                                                                          | گزارش      | علی مبخوت ۷'                                                                                 |
| ضربات پنالتی                                                                               |            |                                                                                              |
| کیسوکه هوندا · ماکوتو هاسبه · گاکو شیباساکی · یوهی تویودا · ماساتو موریشیگه · شینجی کاگاوا | ۴–۵        | عمر عبدالرحمن · علی مبخوت · خمیس اسماعیل · ماجد حسن · حبیب فردان · محمد اسماعیل احمد اسماعیل |

### نیمه پایانی
| کرهٔ جنوبی                             | ۲–۰   | عراق |
| ------------------------------------- | ----- | ---- |
| لی جونگ هیوپ ۲۰' · کیم یانگ کوانگ ۵۰' | گزارش |      |

| استرالیا                    | ۲–۰   | امارات متحدهٔ عربی |
| --------------------------- | ----- | ----------------- |
| ساینسبوری ۳' · دیویدسون ۱۴' | گزارش |                   |

### رده‌بندی
| عراق               | ۲–۳   | امارات متحدهٔ عربی                  |
| ------------------ | ----- | ---------------------------------- |
| سالم ۲۸' · کلف ۴۲' | گزارش | خلیل ۱۶'، ۵۱' · مبخوت ۵۷' (پنالتی) |

### پایانی
| کرهٔ جنوبی         | ۱–۲ (و.ا.) | استرالیا                 |
| ----------------- | ---------- | ------------------------ |
| سون هئونگ-مین ۹۱' | گزارش      | لوانگو ۴۵' · ترویسی ۱۰۵' |

## قهرمان
| قهرمان جام ملت‌های آسیا ۲۰۱۵ |
| --------------------------- |
| استرالیا                    |
| استرالیا نخستین قهرمانی     |

## آمار

### گلزنان برتر
۵ گل
- علی مبخوت

۴ گل
- احمد خلیل
- حمزه الدردور

۳ گل
- تیم کیهیل
- کیسوکه هوندا
- سان کی
- محمد السهلاوی
- سون هئونگ-مین

۲ گل
- رضا قوچان نژاد
- سردار آزمون
- ماسیمو لوانگو
- جیمز ترویسی
- لی جونگ هیوپ
- احمد یاسین غنی
- یونس محمود
- سردار رشیدوف

۱ گل
- احسان حاج صفی
- مسعود شجاعی
- مرتضی پورعلی‌گنجی
- جیسون دیویدسون
- میله یدیناک
- تامی جوریچ
- رابی کروز
- مت مک‌کی
- مارک میلیگان
- ترنت ساینسبوری
- یاسوهیتو اندو
- شینجی اوکازاکی
- شینجی کاگاوا
- مایا یوشیدا
- گاکو شیباساکی
- چو یونگ چئول
- نام تائه-هی
- کیم یانگ کوانگ
- حسین فاضل
- یوهای
- وو شی
- ایگور سرگیف
- عادل احمدوف
- وحید شدیف
- خلفان ابراهیم
- حسن الهیدوس
- یاسر قاسم
- ضرغام اسماعیل
- امجد کلف
- ولید سالم اللامی
- نایف هزازی
- نواف عابد
- ریانگ یونگ-گی
- جسی جان اوکوونوان
- سید جعفر احمد
- سید سعید
- یوسف الرواشده
- جاکا حبیشی
- عبدالعزیز المقبالی

گل به خودی
- محمد حسین (برای امارات متحده عربی)
- گائو لین (برای کره شمالی)

### پاس گل
۴ پاس
- ماسیمو لوانگو
- عمر عبدالرحمن

آندرانیک تیموریان
۳ پاس
- - فوزی عایش

۲ پاس
- ایوان فرانیش
- شینجی کاگاوا
- چا دو ری
- کیم جین-سو
- عامر عبدالرحمن
- علا عبدالزهره
- عبدالله ذیب
- اشکان دژآگه

۱ پاس
- وریا غفوری
- متیو لکی
- ترنت ساینسبوری
- جیسون دیویدسون
- تامی جوریچ
- تاکاشی ینوی
- کیسوکه هوندا
- یوشینوری موتو
- لی جونگ هیوپ
- کی سونگ-یوئنگ
- لی کیون-هو
- گائو لین
- ژنگ ژی
- جیانگ ژیپنگ
- علی عدنان کاظم
- ولید سالم اللامی
- ضرغام اسماعیل
- امجد کلف
- احمد یاسین غنی
- حمزه الدردور
- سعید مرجان
- عدی زهران
- عزیز مشعان
- محمد السیابی
- نواف عابد
- عبدالله الزوری
- سرور جپاروف
- جاسور حسنوف
- تیمور کاپاتزه
- شوکت مولاجانوف

### محرومیت
| بازیکن             | اخطار                                               | محرومیت                                            |
| ------------------ | --------------------------------------------------- | -------------------------------------------------- |
| فهد عوض            | در مرحله مقدماتی با ایران در مرحله مقدماتی با ایران | گروه A با استرالیا                                 |
| اسلام توختاخودجایف | مرحله مقدماتی با امارات متحده عربی                  | گروه B با کره شمالی                                |
| ری سانگ-چول        | رفتار غیر ورزشی با یک مقام مسابقه                   | گروه B با ازبکستان گروه B با عربستان گروه B با چین |
| فهد المولد         | در مرحله مقدماتی با چین در مرحله مقدماتی با اندونزی | گروه B با چین                                      |
| سان کی             | در مرحله مقدماتی با عراق در مرحله مقدماتی با عراق   | گروه B با عربستان                                  |
| احمد حربی          | در گروه D با ژاپن                                   | گروه D با اردن                                     |
| انس بنی یاسین      | در گروه D با عراق                                   | گروه D با فلسطین                                   |
| ری یونگ-جیک        | در گروه B با عربستان                                | گروه B با چین                                      |
| رن هانگ            | در گروه B با عربستان گروه B با ازبکستان             | گروه B با کره شمالی                                |
| علا عبدالزهره      | در گروه D با اردن گروه D با ژاپن                    | گروه D با فلسطین                                   |
| متیو اشپیرانوویچ   | در گروه A با عمان گروه A با کره جنوبی               | مرحله حذفی با چین                                  |
| ولید عباس          | در گروه C با قطر گروه C با ایران                    | مرحله حذفی با ژاپن                                 |
| مهرداد پولادی      | در مرحله حذفی با عراق                               | مقدماتی جام جهانی ۲۰۱۸                             |
| یاسر قاسم          | در گروه D با اردن مرحله حذفی با ایران               | مرحله نهایی با کره جنوبی                           |
| احمد ابراهیم خلف   | در مرحله رده‌بندی با امارات متحده عربی               | مقدماتی جام جهانی ۲۰۱۸                             |

### جوایز
بازیکنان منتخب در تیم منتخب بازیها
در تیم منتخب بازی‌ها چهار بازیکن از تیم استرالیا انتخاب شدند و بقیه بازیکنان از تیم‌های صعودکننده به مرحله نیم نهایی در ترکیب این تیم انتخاب شدند.
| دروازه‌بان  | مدافع                                               | هافبک                                     | مهاجم                             |
| ---------- | --------------------------------------------------- | ----------------------------------------- | --------------------------------- |
| متیو رایان | ضرغام اسماعیل کواک تائه-هوی ترنت ساینسبوری چا دو ری | ماسیمو لوانگو عمر عبدالرحمن کی سونگ-یوئنگ | علی مبخوت تیم کیهیل سون هئونگ-مین |

کفش طلایی
- علی مبخوت

دستکش طلایی
- متیو رایان

بهترین بازیکن
- ماسیمو لوانگو

تیم جوانمرد
- استرالیا

### رتبه‌بندی تیم‌ها

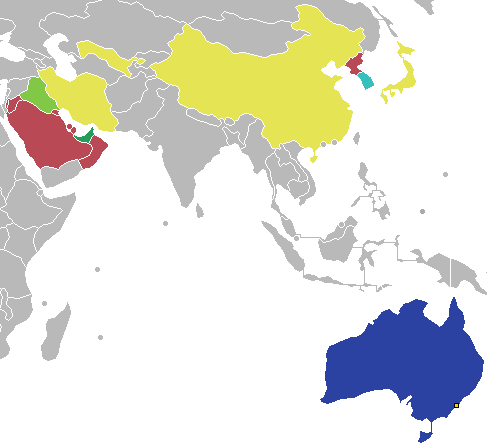
نتایج تیم‌ها در مراحل مختلف جام ملت‌های آسیا ۲۰۱۵
قهرمان
مقام دوم
مقام سوم
مقام چهارم
یک چهارم نهایی
مرحله گروهی

| قهرمان مقام دوم | مقام سوم مقام چهارم | یک چهارم نهایی مرحله گروهی |

| ردیف | تیم               | بازی | برد | مساوی | باخت | گل‌زده | گل‌خورده | تفاضل | امتیاز | نتیجه نهایی            |
| ---- | ----------------- | ---- | --- | ----- | ---- | ----- | ------- | ----- | ------ | ---------------------- |
| ۱    | استرالیا          | ۶    | ۵   | ۰     | ۱    | ۱۴    | ۳       | ۱۱+   | ۱۵     | قهرمان                 |
| ۲    | کرهٔ جنوبی         | ۶    | ۵   | ۰     | ۱    | ۸     | ۲       | ۶+    | ۱۵     | دوم                    |
| ۳    | امارات متحدهٔ عربی | ۶    | ۴   | ۰     | ۲    | ۱۰    | ۸       | ۲+    | ۱۰     | سوم                    |
| ۴    | عراق              | ۶    | ۳   | ۰     | ۳    | ۸     | ۹       | ۱-    | ۷      | چهارم                  |
| ۵    | ژاپن              | ۴    | ۳   | ۰     | ۱    | ۸     | ۱       | ۷+    | ۱۰     | حذف در گاو چهارم نهایی |
| ۶    | ایران             | ۴    | ۳   | ۰     | ۱    | ۷     | ۳       | ۴+    | ۱۰     | حذف در گاو چهارم نهایی |
| ۷    | چین               | ۴    | ۳   | ۰     | ۱    | ۵     | ۴       | ۱+    | ۹      | حذف در گاو چهارم نهایی |
| ۸    | ازبکستان          | ۴    | ۲   | ۰     | ۲    | ۵     | ۵       | ۰     | ۶      | حذف در گاو چهارم نهایی |
| ۹    | اردن              | ۳    | ۱   | ۰     | ۲    | ۵     | ۴       | ۱+    | ۳      | حذف در مرحله گروهی     |
| ۱۰   | عربستان سعودی     | ۳    | ۱   | ۰     | ۲    | ۵     | ۵       | ۰     | ۳      | حذف در مرحله گروهی     |
| ۱۱   | بحرین             | ۳    | ۱   | ۰     | ۲    | ۳     | ۵       | ۲-    | ۳      | حذف در مرحله گروهی     |
| ۱۲   | عمان              | ۳    | ۱   | ۰     | ۲    | ۱     | ۵       | ۴-    | ۳      | حذف در مرحله گروهی     |
| ۱۳   | قطر               | ۳    | ۰   | ۰     | ۳    | ۲     | ۷       | ۵-    | ۰      | حذف در مرحله گروهی     |
| ۱۴   | کرهٔ شمالی         | ۳    | ۰   | ۰     | ۳    | ۲     | ۷       | ۵-    | ۰      | حذف در مرحله گروهی     |
| ۱۵   | کویت              | ۳    | ۰   | ۰     | ۳    | ۱     | ۶       | ۵-    | ۰      | حذف در مرحله گروهی     |
| ۱۶   | فلسطین            | ۳    | ۰   | ۰     | ۳    | ۱     | ۱۱      | ۱۰-   | ۰      | حذف در مرحله گروهی     |

## درآمد بازی‌ها

### تور بازی‌ها
در سپتامبر ۲۰۱۴ تور بازی ها از کشور چین آغاز شد و پس از عبور از پنج کشور میزبان قبلی مسابقات شامل کشورهای قطر، امارات متحده عربی، کره جنوبی و ژاپن در ماه دسامبر ۲۰۱۴ وارد استرالیا شد.

### مراسم افتتاحیه
قبل از بازی افتتاحیه مسابقات که بین استرالیای میزبان و کویت در ‎۱۹ دی ۱۳۹۳، در ورزشگاه مستطیلی ملبورن، مراسم افتتاحیه جام ملتهای آسیا ۲۰۱۵، برگزار شد. این مراسم با همکاری متخصصان رویدادهای ورزشی شرکت Twenty3 Sports + Entertainment و شرکت Spinifex Group ترتیب داده شد. این کنسرسیوم سابقه همکاری در رویدادهای مهم ورزشی بین‌المللی از جمله بازی‌های المپیک زمستانی ۲۰۱۰ و مراسم افتتاحیه بازی‌های المپیک تابستانی ۲۰۰۸ را داشته‌اند. مراسم افتتاحیه جام ملت‌های آسیا به کارگردانی چونگ لیم، و با حضور دی جی برجسته استرالیایی، هاوانا براون خواننده و رقاص مشهور، گروه استرالیایی شپرد، نوازنده بومی استرالیا Geoffrey Gurrumul Yunupingu، هنرمندان هیپ هاپ استرالیا L-Fresh The Lion، گروه Joelistics و مشتاقان این مراسم برگزار شد. همچنین ۸۰ کودک از باشگاه‌های محلی فوتبال نوجوانان به همراه بیش از ۱۲۰ رقصنده و آکروبات بازان استرالیایی، این مراسم را برگزار کردند.

### نماد مسابقات

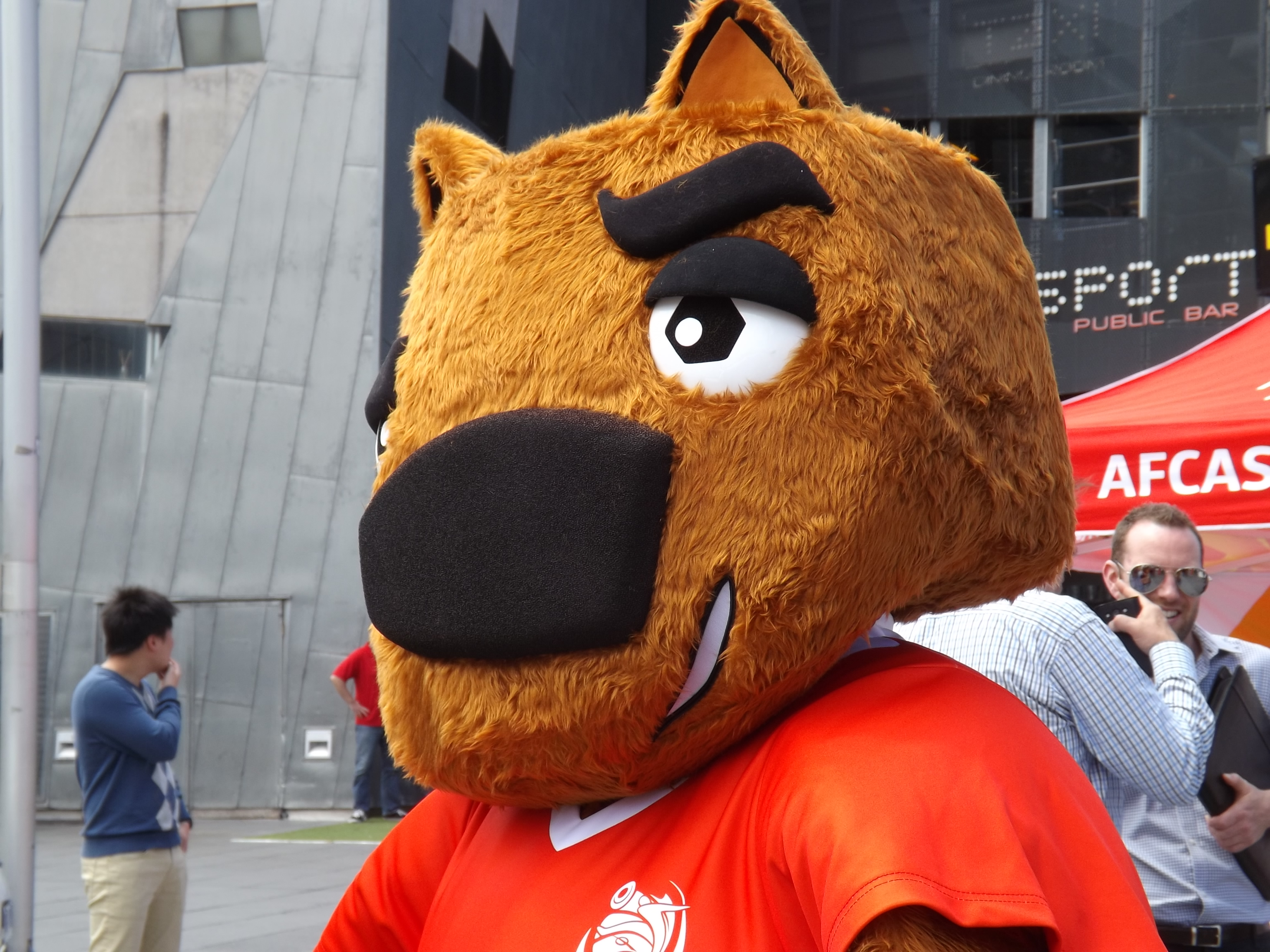
ناتمگ، نماد رسمی مسابقات

ناتمگ حیوان بومی استرالیا و به معنی جوز هندی نماد رسمی جام ملت‌های آسیا ۲۰۱۵ استرالیا انتخاب شد. ناتمگ در واقع حیوانی به نام وُمبات است. این حیوان عاشق خوشامدگویی است و به همین دلیل نماد این دوره از مسابقات جام ملت‌های آسیا انتخاب شد.
عروسک این حیوان در تاریخ ۲۰ آبان ۱۳۹۳ در باغ‌وحش وایلد لایف شهر سیدنی با حضور مارک بوسنیچ، دروازه‌بان پیشین تیم ملی استرالیا و سفیر بازی‌های جام ملت‌های آسیا و برت امرتون، هافبک پیشین تیم ملی استرالیا رونمایی شد.

### پشتیبان‌های مالی
کنفدراسیون فوتبال آسیا برای این دوره از مسابقات جام ملتهای آسیا ده حامی مالی رسمی و شش حامی رسمی اعلام کرد که در لیست زیر مشخص شده‌است.
| حامیان مالی رسمی | حامیان رسمی                                                          |
| --- | -------------------------------------------------------------------- |
| - کونتیننتال - هواپیمایی امارات - اپسون - کیرین - کونیکا مینولتا - قطر پترولیوم - سایسون کارد - سامسونگ - توشیبا - تویوتا | - آساهی - فامیلی مارت - صنایع سنگین هیوندای - ماکیتا - نایکی - نیکون |

## حواشی
- با توجه به حادثه گروگان‌گیری سیدنی در ماه دسامبر سال ۲۰۱۴ و پیش از آغاز مسابقات، تدابیر شدید امنیتی برای تمامی کمپ‌های تیم‌های حاضر در مسابقات و ورزشگاه‌ها، از سوی پلیس استرالیا اتخاذ شده بود.[۵]
- در این مسابقات و در دور یک چهارم نهایی تیم ملی فوتبال ایران به مصاف عراق رفت که در ضربات پنالتی ایران شکست خورد. اما پس از چند ساعت مسئولان فدراسیون ایران اعتراضی را مبنی بر محروم بودن عبدالزهرا بازیکن تیم عراق، به دلیل دوپینگ کردن در گذشته تسلیم مسئولان فدراسیون فوتبال آسیا کردند که در تاریخ یکشنبه ‎۵ بهمن ۱۳۹۳، AFC اعتراض ایران را رد کرد.[۶]
- تیم ایران به بن ویلیامز استرالیایی داور بازی ایران و عراق، که منجر به اخراج مهرداد پولادی در دقیقه ۴۳ بازی شد و باعث شد تا تیم فوتبال ایران بازی را ده نفره ادامه دهد، اعتراض داشتند.[۷]